# Рамазанов Мурад Юсупович
Мурад Юсупович Рамазанов (рос. Мурад Юсупович Рамазанов; нар. 19 березня 1974, Хасав'юрт, Дагестанська АРСР, СРСР) — македонський і російський борець вільного стилю, переможець та дворазовий бронзовий призер чемпіонатів Європи, бронзовий призер Кубку світу, учасник двох Олімпійських ігор. Майстер спорту Росії міжнародного класу. За національністю кумик.

## Біографія
Народився в місті Хасав'юрт, Дагестан. Вільною боротьбою почав займатися в 1984 році. Вихованець СДЮШОР «Спартак», міста Хасав'юрт. Перший тренер — Тежді Гусейнов. Тренувався в Санкт-Петербурзькій комплексній школі вищої спортивної майстерності у заслуженого тренера Росії Якова Гантмана. Виступав за клуб ЦСКА, Москва. Чемпіон Росії 2000 року. У 2000 році закінчив Санкт-Петербурзький інститут фізичної культури імені Лесгафта. Член збірної команди Росії з 1997 року. У її складі брав участь в Олімпійських іграх 2000 року. Був чемпіоном Європи 2000 року, бронзовий призером Кубку світу 2001 року. З 2005 року почав захищати кольори збірної Македонії. Виграв для неї дві бронзові нагороди чемпіонатів Європи, брав участь в Олімпійських іграх 2008 року.

## Спортивні результати на міжнародних змаганнях

### Виступи на Олімпіадах
| Змагання                                   | Збірна    | Вагова категорія          | Місце |
| ------------------------------------------ | --------- | ------------------------- | ----- |
| Боротьба на літніх Олімпійських іграх 2000 | Росія     | вільна боротьба, до 58 кг | 7     |
| Боротьба на літніх Олімпійських іграх 2008 | Македонія | вільна боротьба, до 60 кг | 6     |

### Виступи на Чемпіонатах світу
| Змагання                        | Збірна             | Вагова категорія          | Місце |
| ------------------------------- | ------------------ | ------------------------- | ----- |
| Чемпіонат світу з боротьби 2005 | Північна Македонія | вільна боротьба, до 60 кг | 20    |
| Чемпіонат світу з боротьби 2006 | Північна Македонія | вільна боротьба, до 60 кг | 28    |
| Чемпіонат світу з боротьби 2007 | Північна Македонія | вільна боротьба, до 60 кг | 8     |

### Виступи на Чемпіонатах Європи
| Змагання                         | Збірна             | Вагова категорія          | Місце  |
| -------------------------------- | ------------------ | ------------------------- | ------ |
| Чемпіонат Європи з боротьби 1998 | Росія              | вільна боротьба, до 54 кг | 4      |
| Чемпіонат Європи з боротьби 2000 | Росія              | вільна боротьба, до 58 кг | Золото |
| Чемпіонат Європи з боротьби 2005 | Північна Македонія | вільна боротьба, до 60 кг | Бронза |
| Чемпіонат Європи з боротьби 2006 | Північна Македонія | вільна боротьба, до 60 кг | 7      |
| Чемпіонат Європи з боротьби 2007 | Північна Македонія | вільна боротьба, до 60 кг | Бронза |
| Чемпіонат Європи з боротьби 2008 | Північна Македонія | вільна боротьба, до 60 кг | 15     |

### Виступи на Кубках світу
| Змагання                    | Збірна | Вагова категорія          | Місце  |
| --------------------------- | ------ | ------------------------- | ------ |
| Кубок світу з боротьби 2001 | Росія  | вільна боротьба, до 58 кг | Бронза |

### Виступи на інших змаганнях
| Змагання                                                  | Збірна             | Вагова категорія          | Місце  |
| --------------------------------------------------------- | ------------------ | ------------------------- | ------ |
| Ігри доброї волі 1998                                     | Росія              | вільна боротьба, до 58 кг | 4      |
| Ігри доброї волі 1998                                     | Росія              | вільна боротьба, до 54 кг | Бронза |
| Всесвітні ігри військовослужбовців 1999                   | Росія              | вільна боротьба, до 58 кг | Бронза |
| Чемпіонат світу з боротьби серед військовослужбовців 2002 | Росія              | вільна боротьба, до 60 кг | Срібло |
| Турнір Дана Колова — Николи Петрова 2007                  | Північна Македонія | вільна боротьба, до 60 кг | Золото |

### Виступи на змаганнях молодших вікових груп
| Змагання                                      | Збірна | Вагова категорія          | Місце  |
| --------------------------------------------- | ------ | ------------------------- | ------ |
| Чемпіонат Європи з боротьби серед молоді 1994 | Росія  | вільна боротьба, до 52 кг | Срібло |